# Dan (biblická postava)
Dan (hebrejsky דָּן‎, Dan) je jméno pátého Jákobova syna, kterého mu porodila Bilha, otrokyně druhé manželky Ráchel. Jméno se vykládá různě, a to od „Soudce“ až po „Obhájce“. Jménem tohoto syna byl též nazýván jeden z izraelských kmenů. Příslušníci tohoto kmene jsou označování jako Danovci. Na území Danovců leželo město Dan, které pojmenovali po svém praotci.
O samotném Jákobovu synu jménem Dan se z biblických příběhů téměř nic nedozvídáme. ֹVíme pouze, že měl syna Chušíma. Obsáhlejší zprávy máme pouze o životě některých jednotlivců, kteří pocházeli z Danova rodu. K nejznámějším z nich bezpochyby patří soudce Samson.
Z mimobiblických zdrojů však uvádí ze života Dana obsáhlejší epizodu například apokryfní spis, jenž je známý pod označením Josef a Asenat. V závěru tohoto spisu je popsáno nevydařeného spiknutí faraónova prvorozeného syna proti Josefovi. V jeho plánu byly dvě vraždy. Vraždou Josefa se chtěl zmocnit jeho ženy Asenaty a vraždou svého otce chtěl získat faraónův trůn. Lstí se mu podařilo do spiknutí zapojit nejen Dana, ale i jeho bratra Gáda, kterým nalhal, že slyšel, jak Josef hovořil s farónem o svém vlastním plánu těmito slovy: „Gád a Dan jsou děti služebnic a nejsou to moji bratři. Vyčkám smrti svého otce a vypudím je a celou jejich rodinu, aby nedědili spolu s námi, protože jsou to děti služebnic a prodali mě Izmaelcům. Zachovali se ke mně nešlechetně, ale já jim to oplatím, jen co můj otec zemře.“  Když se Dan s Gádem doslechli, že údajně faraón s tímto Josefovým záměrem nejenom souhlasí, ale dokonce Josefovi slíbil aktivní pomoc, vyděsilo je to natolik, že souhlasili se svou účastí na vraždě svého bratra Josefa. Spiknutí se však vymklo kontrole. Dan s Gádem byli nuceni uznat svou chybu a díky Asenatině přímluvě došlo i ke smíru mezi Danem a Gádem a ostatními jejich bratry.